# Edificio Zingg
El Edificio Zingg es un edificio de oficinas construido en 1940 en la ciudad de Caracas, Venezuela. Se caracteriza por ser un sitio histórico tanto por su arquitectura como por tener en sus instalaciones el Pasaje Zingg, el primer centro comercial del país.

## Historia
La casa comercial G. Zingg & Co., propiedad del empresario alemán Gustavo Zingg y fundada en 1930, decidió trasladar su sede central de Maracaibo a Caracas en 1932. En 1939 contrató al arquitecto Oskar Herzl para construir una edificación exclusiva, la cual fue ejecutada por la Oficina Técnica Blaschitz e inaugurada en 1940. Para el momento, el edificio supuso un avance en cuanto a la modernidad arquitectónica del país, ya que fue la primera edificación del país en ser planificado con estructuras antisísmicas.
Las evidentes transformaciones urbanas que Caracas comenzó a experimentar a finales de los años 1940 y principios de los 1950 obligó a que en 1951 se emprendiese una adaptación a la Avenida Bolívar. Para ello, el arquitecto Arthur Kahn propuso una refacción de la planta baja para conectar la nueva vía con la Avenida Universidad, que corría paralelamente. El resultado fue el Pasaje Zingg, el cual fue inaugurado por el General Marcos Pérez Jiménez en 1953. 